# Constantin David
Constantin David (ur. 25 grudnia 1912) - rumuński pięściarz.  Zdobywca czwartego miejsca w czwartych Mistrzostwach Europy w wadze lekkiej. Uczestnik Igrzysk Olimpijskich w 1936 w Berlinie. Na igrzyskach wziął udział w turnieju wagi lekkiej. W pierwszej walce turnieju przegrał decyzją sędziów z Włochem Marino Facchinem.